# Samsung Galaxy Young
Samsung Galaxy Young là điện thoại thông minh cấp thấp của Samsung Electronics, được phát hành vào tháng 3 năm 2013. Giống như tất cả các điện thoại thông minh Samsung Galaxy khác, Galaxy Young chạy trên hệ điều hành di động Android. Điện thoại này có màn hình cảm ứng LCD 3,27 inch. Điện thoại có khả năng hai SIM tùy theo kiểu máy. Nhiều người dùng đã tìm thấy các khả năng cơ bản của thiết bị, coi đây là một điện thoại thông minh cấp thấp dành cho trẻ em hoặc thanh thiếu niên đang có điện thoại thông minh đầu tiên như tên gọi của nó.

## Thông số kỹ thuật
Điện thoại tuân theo yếu tố hình thức thanh kẹo cho điện thoại thông minh và có vỏ ngoài bằng nhựa. Galaxy Young có bộ xử lý 1GHz và được trang bị 4 gigabyte bộ nhớ trong, có thể nâng cấp lên 64 gigabyte thông qua việc sử dụng thẻ micro SD. Thiết bị có một gia tốc kế nhằm chuyển các cử chỉ tự nhiên thành các lệnh trên điện thoại; ví dụ: nếu điện thoại đổ chuông và người dùng quay mặt xuống, điện thoại sẽ ngừng đổ chuông hoặc nếu người dùng muốn thiết lập kết nối Internet hoặc Bluetooth không dây, họ có thể lắc thiết bị và thiết bị sẽ tự động kết nối.
Một biến thể của điện thoại dành cho thị trường Brazil, được bán dưới mẫu GT-S6313T, bổ sung hỗ trợ truyền hình mặt đất 1seg.

## Đón nhận
Theo CNET UK, Samsung Galaxy Young là một thiết bị khá có khả năng cung cấp cho người dùng trải nghiệm di động cấp thấp. Họ đã tìm thấy màn hình tầm thường khi xem xét các thiết bị khác từ các thương hiệu khác có cùng tầm giá. Mặt khác, thiết bị này vượt trội về một số chức năng cơ bản như duyệt web, liên lạc và thậm chí là chơi một số game nặng hơn một chút nhờ có thêm 200 MB RAM. Thiết bị cũng có quyền truy cập vào Cửa hàng Google Play, tuy nhiên, nó không có khả năng chạy một số ứng dụng mới hơn có sẵn. Nhiều ứng dụng cũ không yêu cầu nhiều sức mạnh xử lý vẫn hoạt động bình thường trên thiết bị này. Một số tính năng, chẳng hạn như pinch-to-zoom, khiến thiết bị bị lag, do RAM bị hạn chế.
Nhiều người đánh giá đã chỉ trích thiết bị do bộ xử lý lỗi thời của nó dẫn đến hiệu suất chậm chạp trong một số ứng dụng nặng. Mặt khác, họ ca ngợi camera phía sau 3,15 MP của thiết bị này, với nó họ thấy có khả năng chụp ảnh rõ nét với chất lượng hình ảnh phù hợp với tầm giá của nó. Nhìn chung, họ thấy điện thoại này phù hợp với giá của nó.